# Modicogryllus massaicus
Modicogryllus massaicus är en insektsart som först beskrevs av Sjöstedt 1909.  Modicogryllus massaicus ingår i släktet Modicogryllus och familjen syrsor. Inga underarter finns listade i Catalogue of Life.